# Lee Nailon
Lee Nailon (ur. 22 lutego 1975 w South Bend) – amerykański koszykarz, występujący na pozycji skrzydłowego.

## Osiągnięcia
Na podstawie, o ile nie zaznaczono inaczej.
NCAA
- Uczestnik turnieju NCAA (1998)
- Mistrz sezonu zasadniczego konferencji Western Athletic (WAC – 1998)
- Zawodnik roku konferencji Western Athletic (1998)[2]
- Zaliczony do:
  - III składu All-American (1998 – AP, USBWA, NABC)
  - I składu All-WAC (1998, 1999)
- 2-krotny lider strzelców WAC (1998, 1999)[3]
- Lider konferencji WAC w skuteczności rzutów z gry (1998)[3]

NBA
- Uczestnik Rookie Challenge (2002)

Inne
- Finalista Pucharu Izraela (2007)
- MVP:
  - ligi izraelskiej (2007)[4]
  - Kasztelan Basketball Cup 2010[5]
- Zaliczony do I składu ligi izraelskiej (2007)
- Lider strzelców ligi:
  - rosyjskiej (2008)
  - izraelskiej (2011)
- Uczestnik:
  - EuroChallenge (2011/12)
  - TOP 16 Pucharu Saporty (1999/2000)
  - meczu gwiazd ligi izraelskiej (2011)